# Мемориал Улисса Гранта
Мемориал Улисса С. Гранта — президентский мемориал в Вашингтоне, в честь генерала Гражданской войны в США и 18-го президента США Улисса С. Гранта. Он расположен у подножия района Capitol Hill ниже западного фасада Капитолия. Центральная скульптура Гранта на лошади обращена на запад, с видом на отражающий бассейн Капитолия и обращена к Мемориалу Линкольна, который чествует президента военного времени времен Гранта, Авраама Линкольна . Статуя Гранта возвышается на постаменте, украшенном бронзовыми рельефами пехоты; на фланговых пьедесталах установлены статуи львов и бронзовые изображения кавалерии и артиллерии Союза. Статуи объединены облицованными мрамором платформами, балюстрадами и лестницами. Мемориалы Гранта и Линкольна обозначают восточный и западный концы Национальной аллеи соответственно.
Мемориал Гранта является одним из памятников гражданской войны в Вашингтоне Национального реестра исторических мест. Авторитетный материал Джеймса М. Гуда «Мемориал Гранта в Вашингтоне, округ Колумбия» (1974 г.) назвал его «одной из самых важных скульптур в Вашингтоне». Он включает в себя самую большую конную статую в США и пятую по величине в мире.

## Описание

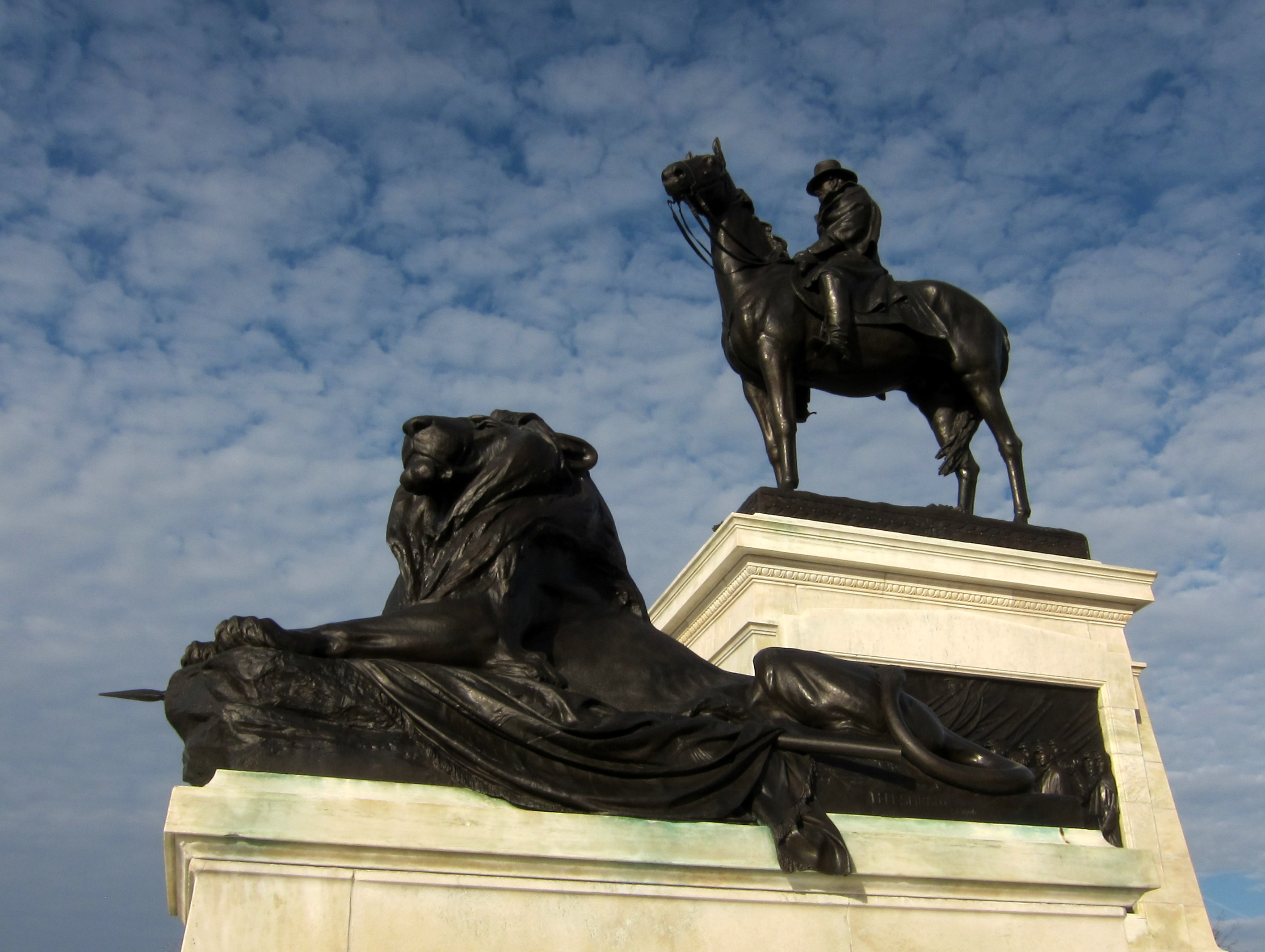
Центральная конная статуя Гранта с одним из четырех львов (2017 г.)

Мемориал Гранта находится на Юнион-сквер, которая также включает в себя отражающий бассейн Капитолия. Платформа для монумента, сделанная из вермонтского мрамора, имеет размеры 33 м в длину и 22 м в ширину и делится на три секции. В высокой средней части находится конная статуя весом около 5 тонн и высотой 5,23 м, изображающая Гранта верхом на своем боевом коне Цинциннати на мраморном постаменте высотой около 7 метров

Выделяющейся чертой центральной статуи является спокойствие, почти недовольство Гранта по отношению к битве, бушующей вокруг него. Это неудивительно, ведь Грант был известен своим спокойствием и хладнокровием во время боя. Резким контрастом с Грантом являются скульптурные группы с обеих сторон, «Кавалерийская атака» и «Артиллерия», которые
… обладают большим драматическим интересом и напряжением, чем любая скульптура в городе и даже в стране.
Главный постамент окружен четырьмя более короткими, каждый из которых поддерживает лежащего бронзового льва, охраняющего флаг Соединенных Штатов и флаги армии. Мемориал был самой большой бронзовой скульптурой, отлитой в Соединенных Штатах в то время.
Скульптурная группа на юге изображает кессон с тремя артиллеристами, запряженными тремя лошадьми. Верхом на лошади слева находится хоругвеносец. Северная скульптурная группа изображает отряд, состоящий из семи кавалеристов, бросающихся в бой. Лошадь справа упала, а всадник, изваянный по образцу самого скульптора, в нескольких шагах от того, чтобы быть растоптанным скачущими лошадьми.

## История
Инициатива установки памятника Гранту исходила в 1890-х годах от Армейского общества Теннесси.
Работа, начатая в 1902 году, и бывшая то время крупнейшей из когда-либо заказанных Конгрессом, была создана скульптором Генри Мервином Шрэди и архитектором Эдвардом Пирсом Кейси. Скульптор Эдмонд Аматейс подключился к работе, когда в 1921 году памятник близился к завершению. Шрэди провел 20 лет своей жизни, работая над мемориалом, и умер от стресса и переутомления за две недели до его открытия в 1922 году.
Скульптуры были отлиты из бронзы на заводе Roman Bronze Works в Нью-Йорке. Строительство на месте мемориала началось в 1909 году, когда были установлены мраморная надстройка и четыре бронзовых льва. Артиллерийская группа была установлена в 1912 году, кавалерийская — в 1916 году, а бронзовая конная статуя Гранта — в 1920 году. Открытие мемориала было посвящено 100-летию со дня рождения Гранта, 27 апреля 1922 года. После смерти Шрэди панно пехоты на общем основании пьедестала Гранта были исполнены скульптором Шерри Фрай по эскизам Шрэди и установлены в 1924 году. Мемориал Гранта составляет центр скульптурной группы, состоящей из трех частей, включая памятник Джеймсу А. Гарфилду на юге, и памятник мира на севере.
В 2015 и 2016 годах в мемориале проводилась программа очистки и реставрации. Это включало замену 150 элементов работы, таких как мечи и ножны, которые были утрачены или украдены за эти годы. Слой зеленой коррозии на бронзе мемориала был удален, чтобы вернуть ему первоначальный коричневый цвет.